# Espite
Espite ist eine Gemeinde (Freguesia) im portugiesischen Kreis Ourém, Portugal. Sie hat 986 Einwohner (Stand 19. April 2021).